# Quadricalcarifera wunna
Quadricalcarifera wunna är en fjärilsart som beskrevs av Alexander Schintlmeister 1997. Quadricalcarifera wunna ingår i släktet Quadricalcarifera och familjen tandspinnare. Inga underarter finns listade.